# Rizal (Zamboanga del Norte)
Rizal è una municipalità di quarta classe delle Filippine, situata nella Provincia di Zamboanga del Norte, nella regione della Penisola di Zamboanga.
Rizal è formata da 22 baranggay:
- Balubohan
- Birayan
- Damasing
- East Poblacion
- La Esperanza
- Mabuhay
- Mabunao
- Mitimos
- Nangca
- Nangcaan
- Napilan

- Nasipang
- New Dapitan
- Nilabo
- North Mapang
- Rizalina
- San Roque
- Sebaca
- Sipaon
- South Mapang
- Tolon
- West Poblacion